# غوستاف مي
غوستاف مي (بالألمانية: Gustav Mie)‏ (و. 1868 – 1957 م) هو فيزيائي، وأستاذ جامعي من ألمانيا . ولد في روستوك .
توفي في فرايبورغ ، عن عمر يناهز 89 عاماً.

## التعليم
تعلم في جامعة روستوك، وجامعة غوتنغن

## مناصب وهيئات
أدار جامعة فرايبورغ، وجامعة غرايفسفالت، وجامعة هاله، ومعهد كارلسروه للتكنولوجيا.

## جوائز
حصل على جوائز منها:
- Ackermann–Teubner Memorial Award [الإنجليزية]‏ (1920).